# Cladonia metacorallifera
Cladonia metacorallifera Asahina (1939), è una specie di lichene appartenente al genere Cladonia,  dell'ordine Lecanorales.
Il nome proprio deriva dal prefisso greco μετά-, cioè metà-, che significa a seguire, in seguito, dopo, e il riferimento alla C. corallifera, ad indicare che le ramificazioni, somiglianti a quelle di un corallo, sono molto più squamulose.

## Caratteristiche fisiche
In questa specie i podezi sono abbondantemente ricoperti di cortex producente molte squamule. Il tallo è giallognolo. Ad un primo esame superficiale può essere confusa con C. borealis e C. coccifera, ma ne differisce perché ha i podezi anneriti alla sommità e una superficie microsquamulosa.
All'esame cromatografico sono state rilevate nel tallo quantità consistenti di acido usnico, squamatico e didimico.
Il fotobionte è principalmente un'alga verde delle Trentepohlia.

## Habitat
Si trova in montagna fra 1250 e 1400 metri di altitudine; cresce su suolo, raramente su roccia.

## Località di ritrovamento
La specie è stata rinvenuta nelle seguenti località:
- USA (Alaska, Maine, New York);
- Canada (Columbia Britannica, Alberta, Nuovo Brunswick, Yukon);
- Germania (Baden-Württemberg, Brandeburgo);
- Austria (Stiria);
- Spagna (Castiglia e León);
- Giappone (Honshū, nella prefettura di Nagano);
- Cina (Jilin);
- Corea del Sud, Estonia, Finlandia, Gran Bretagna, Norvegia, Polonia, Repubblica Slovacca, Svezia.

## Tassonomia
Questa specie appartiene alla sezione Cocciferae; a tutto il 2008 sono state identificate le seguenti forme, sottospecie e varietà:
- Cladonia metacorallifera f. metacorallifera Asahina (1939).
- Cladonia metacorallifera f. squamosa Asahina (1939).
- Cladonia metacorallifera f. tingens Asahina (1939).
- Cladonia metacorallifera var. metacorallifera Asahina (1939).
- Cladonia metacorallifera var. reagens Asahina (1939).